# Нетив-ха-Ламед-Хей
Нетив-ха-Ламед-Хей (ивр. נתיב הל"ה)) — кибуц в центральной части Израиля. Назван (переименован) в память о гибели отряда Ламед-Хей. В 2016 году население кибуца составляло 596 человек.
В кибуце базируется эко-культурная деревня израильской танцевальной компании Vertigo.

## История

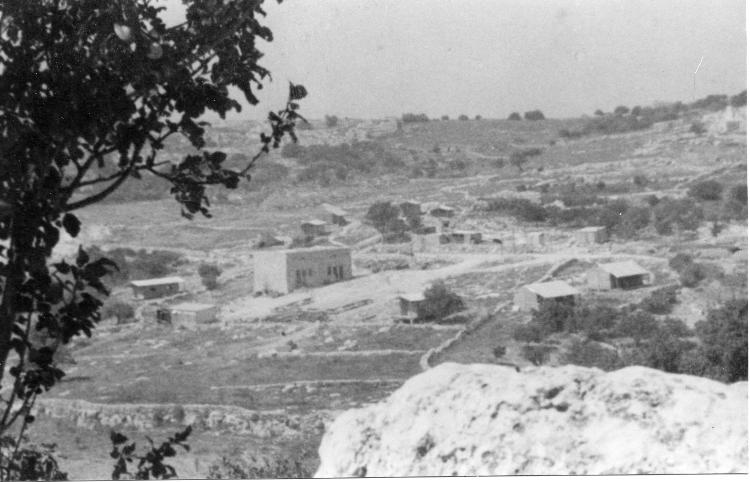
Нетив ха-Ламед-Хей, 1949

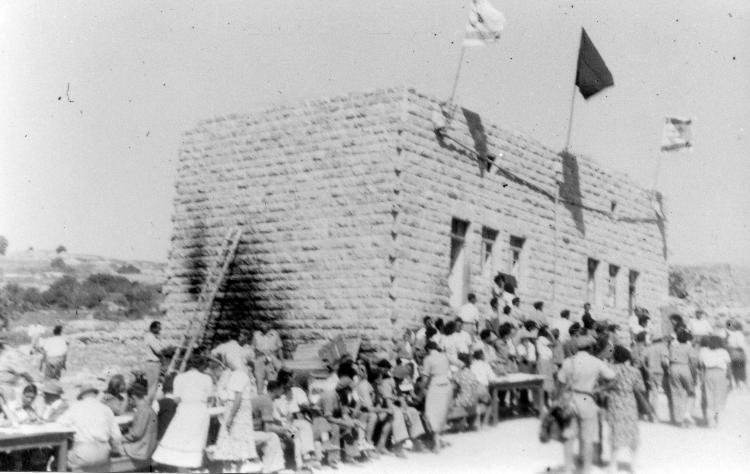
Инаугурационная церемония, август 1949

Основан 16 августа 1949 года.

## Население
По данным Центрального статистического бюро Израиля, население на начало 2020 года составляло 654 человека.

## Известные жители
- Яаков Цур
- Ифтах Рон-Таль